# Kombolokora
Kombolokora est une localité du Nord de la Côte d'Ivoire et appartenant au département de Korhogo, Région des Savanes. La localité de Kombolokora est un chef-lieu de commune.